# Kjetil Sagen
Kjetil Sagen (22 dicembre 1962) è un ex calciatore norvegese, di ruolo centrocampista.

## Carriera

### Giocatore

#### Club
Sagen giocò con la maglia del Kongsvinger dal 1984 al 1991, totalizzando 143 presenze in campionato e 21 reti. Dal 1992 al 1993 fu al Grue, ricoprendo il ruolo di assistente dell'allenatore.

#### Nazionale
Conta 2 presenze e una rete per la Norvegia under 21. Esordì l'11 agosto 1987, nella sconfitta per 2-3 contro la Svezia under 21.

### Allenatore
Dal 1995 al 1997, fu allenatore del Grue.